# Unsraw
Unsraw foi uma banda japonesa de visual kei formada em 2006 que fez parte da gravadora SPEEDDISK. A banda se separou em 2011 devido a saída do vocalista Yuuki por problemas pessoais.

## Ex-membros
- Yuuki - vocal
- Madoka
- Tetsu
- Sho[4]
- Jin - baixo[5]
- Jun
- Rai